# جاي جاي نورث
جاي جاي نورث (بالإنجليزية: J. J. North)‏ هي ممثلة أمريكية، ولدت في 13 ديسمبر 1964.

## وصلات خارجية
- جاي جاي نورث على موقع IMDb (الإنجليزية)
- جاي جاي نورث على موقع قاعدة بيانات الفيلم (الإنجليزية)